# Procida
Procida je nejmenší ze tří ostrovů v Neapolském zálivu. Má rozlohu 4,1 km² a přibližně 10.000 stálých obyvatel. Leží mezi Capo Miseno a Ischií.
Na jihozápadním cípu je Procida spojena mostem s malinkým satelitním ostrůvkem Vivara o rozloze necelých 36 ha. Tento pozůstatek dávného sopečného kráteru je dnes národní přírodní rezervací.
Stopy prvního osídlení pocházejí z 16.–15. stol. př. n. l., pravděpodobně mykénskými kolonisty. Jisté je, že od 8. stol. př. n. l. byla kolonizován řeckými osadníky. Za Římanů se Procida stala resortem římských patricijů. Ve středověku trpěla neustálými útoky pirátů, kteří odvlekli mnoho ostrovanů do otroctví. Od roku 1644 byl ostrov součástí Neapolského království.

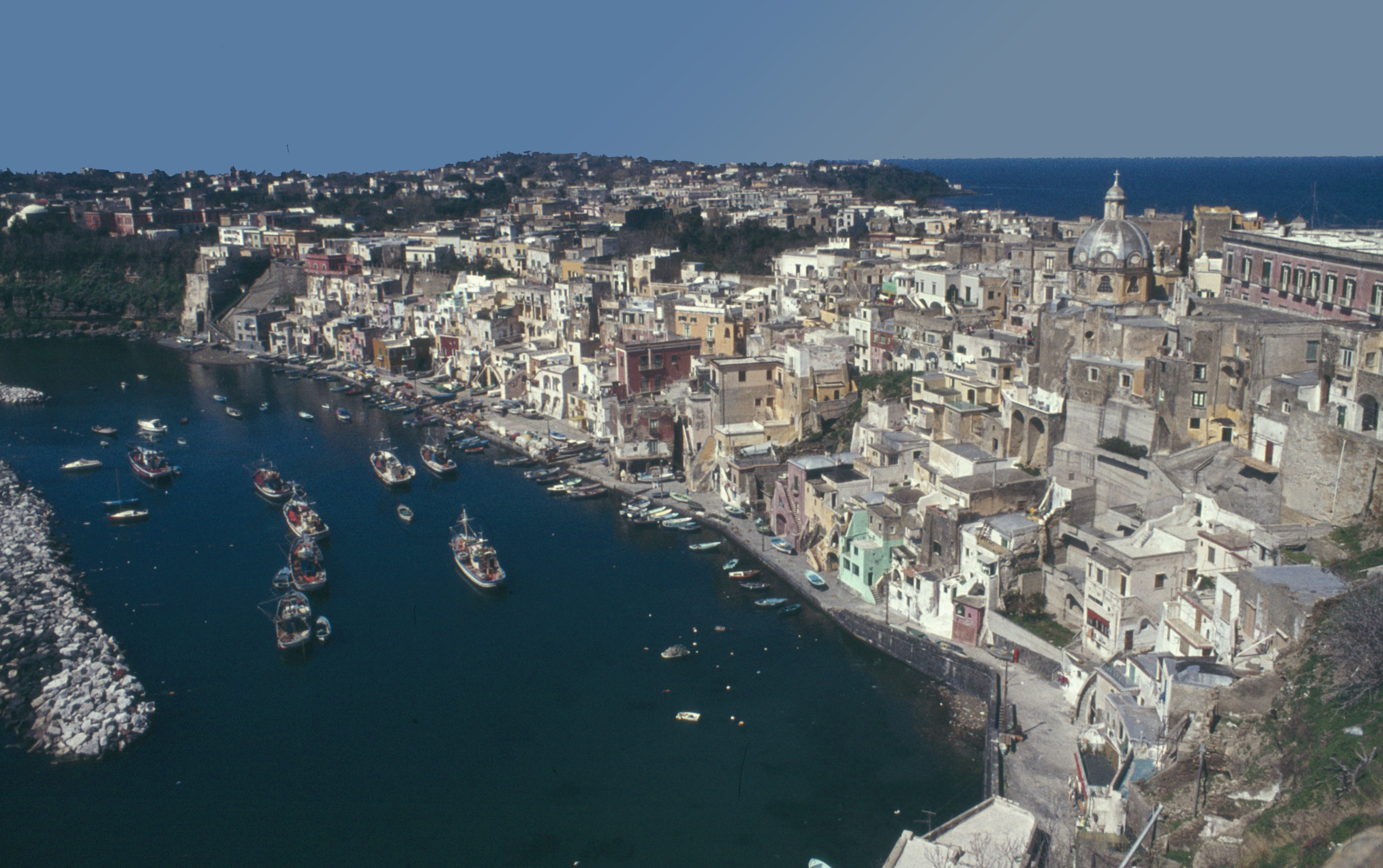
Ostrov Procida

## Etymologie
Ostrov odvozuje svůj název od latinského názvu Prochyta. Προχύτη / Prochýtē znamená „vylil“ v Řekovi. Podle jiné teorie Prochyta pochází z řečtiny sloveso prokeitai, což znamená „leží to tam“.

### 20. století
V roce 1907 Procida ztratila své pevninské území, které se stalo nezávislým a běžně se nazývá Mount Procida. V posledních několika desetiletích začala populace pomalu růst. Hospodářství zůstává z velké části vázáno na mořský průmysl, ačkoli turistický průmysl také rostl.
V posledních několika desetiletích se počet obyvatel zvýšil. Ekonomika zůstává z velké části vázána na námořní průmysl, přestože odvětví cestovního ruchu se také prosperuje.
V roce 1957 postavili pro dopravu sladké vody z pevniny první podvodní vodovod na světě.
Na ostrově se vzhledem k jeho malebnosti točila řada slavných filmů. K nejznámějším patří Kleopatra s Elizabeth Taylor, Richardem Burtonem a Rexem Harrisonem, Pošťák s Massimem Troisim a Philippem Noiretem či Talentovaný pan Ripley s Mattem Damonem a Gwyneth Paltrow.